# خيارك (سردابة)
خیارك (بالفارسية: خیارک) هي قرية تقع في إيران في أردبيل. يقدر عدد سكانها بـ 3,183 نسمة .